# Hylopetes bartelsi
Lo scoiattolo volante di Bartels (Hylopetes bartelsi Chasen, 1939) è uno scoiattolo volante endemico dell'Indonesia.

## Descrizione
Così come le altre specie del genere Hylopetes, lo scoiattolo volante di Bartels è uno Sciuride di piccole dimensioni. La colorazione è grigio-bruna sul dorso e biancastra sulla regione ventrale.

## Distribuzione e habitat
Questa specie, piuttosto elusiva, è stata avvistata solamente nella fitta foresta pluviale del Parco nazionale di Gunung Gede Pangrango, nella regione occidentale dell'isola di Giava.

## Biologia
Non sappiamo pressoché nulla sulle abitudini di questo animale, ma è quasi sicuramente arboricolo e notturno. La sua dieta comprende frutta, noci, teneri germogli, foglie e, forse, insetti e altri piccoli animali.

## Conservazione
Le notizie inerenti a questa specie sono così poche che la IUCN la inserisce tra quelle a status indeterminato.